# Radioactividade ambiental
Radioactividade ambiental é o estudo de materiais radioactivos no ambiente humano. Enquanto que alguns radioisótopos são apenas encontrados na Terra como resultado das actividades humanas, como o Estrôncio-90 (90Sr) e o Tecnécio-99 (99Tc). Alguns isótopos, como o Potássio-40 (40K) só estão presentes durante os processos naturais. Poucos isótopos são resultados de ambos os processos, como o Trítio (³H). A concentração e localização de alguns isótopos naturais, particularmente do Urânio-238 (238U), podem ser afetados pela actividade humana.

## Radioactividade natural

### Actividade produzida por raios cósmicos
Isótopos cosmogênicos são um raro tipo de isótopo criados quando um raio cósmico de alta energia interage com o núcleo de um átomo in situ. Esses isótopos são produzidos dentro de material terrestres como rochas ou solo, na atmosfera terrestre e em alguns materiais extraterrestres como os meteoritos. Para mesurar os isótopos cosmogênicos, os cientistas usam métodos geológicos e astronômicos. Existem isótopos cosmogênicos radioactivos e estáveis, como o trítio, o carbono-14 e o fósforo-32.

### Modos de produção
Abaixo uma lista de radioisótopos formados por acção dos raios cósmicos na atmosfera. A lista também contém o modo de produção do isótopo.
| Isótopo     | Modo de formação                  |
| ----------- | --------------------------------- |
| ³H (trítio) | 14N (n, 12C)³H                    |
| 7Be         | espalação (N e O)                 |
| 10Be        | Espalação (N e O)                 |
| 11C         | Espalação (N e O)                 |
| 14C         | 14N (n, p) 14C                    |
| 18F         | 18O (p, n)18F e Espalação (Ar)    |
| 22Na        | Espalação (Ar)                    |
| 24Na        | Espalação (Ar)                    |
| 28Mg        | Espalação (Ar)                    |
| 31Si        | Espalação (Ar)                    |
| 32Si        | Espalação (Ar)                    |
| 32P         | Espalação (Ar)                    |
| 34mCl       | Espalação (Ar)                    |
| 35S         | Espalação (Ar)                    |
| 36Cl        | 35Cl (n,)36Cl                     |
| 37Ar        | 37Cl (p, n)37Ar                   |
| 38Cl        | Espalação (Ar)                    |
| 38          | Espalação (Ar)                    |
| 39Ar        | 38Ar (n,)39Ar                     |
| 39Cl        | 40Ar (n, np)39Cl & Espalação (Ar) |
| 41Ar        | 40Ar (n,)41Ar                     |
| 81Kr        | 80Kr (n,) 81Kr                    |